# Village of the Damned (1960)
Village of the Damned (bra: A Aldeia dos Amaldiçoados ou Aldeia dos Amaldiçoados), de 1960, é um filme de horror e ficção científica britânico dirigido por Wolf Rilla, com roteiro de Stirling Silliphant, Ronald Kinnoch e do próprio Rilla baseado no romance The Cuckoos Midwich, de John Wyndham.
Este filme teria uma sequência em 1963 (Children of the Damned) e um remake em 1995, dirigido por John Carpenter.

## Elenco
- George Sanders .... Gordon Zellaby
- Barbara Shelley .... Anthea Zellaby
- Martin Stephens .... David Zellaby
- Michael Gwynn .... Alan Bernard
- Laurence Naismith .... Doutor Willers
- Richard Warner .... Harrington
- Jenny Laird .... a Sra Harrington
- Sarah Long .... Evelyn Harrington
- Thomas Heathcote .... James Pawle
- Charlotte Mitchell .... Janet Pawle
- Pamela Buck .... Milly Hughes
- Rosamund Greenwood .... Miss Ogle
- Susan Richards .... a Sra Plumpton
- Bernard Archard .... Vigário
- Peter Vaughan .... PC Gobby
- John Phillips .... General Leighton
- Richard Vernon .... Sir Edgar Hargraves